# Esbat
Un esbat o esbato es un reunión de aquelarre (o coven) distinta a la celebrada en  Sabbats, dentro de la Wicca y otras formas de neopaganismo influidas por la Wicca. Janet y Stewart Farrar describen los esbats como una oportunidad para una "fiesta de amor, trabajo de sanación, entrenamiento psíquico y de todo".

## Etimología
El término esbat se deriva del francés antiguo s'esbattre (francés moderno Ebat ), es decir, divertirse y distraerse, diversión. Fue un préstamo de la antropóloga del siglo XX Margaret Murray del uso de fuentes sobre juicios a brujas francesas en supuestos Sabbaths, en sus intentos de "reconstruir" un Culto de las Brujas en Europa Occidental.

## Observancia
Un esbat se entiende comúnmente como un observancia ritual en la noche de una luna llena. Sin embargo, la desaparecida  gran sacerdotisa Doreen Valiente distingue entre "Esbat de Luna Llena" y otras ocasiones  esbáticas.
El término esbat en este sentido fue descrito por Margaret Murray:
```
El Esbat difería del Sabbat por ser principalmente para los negocios. ... Muy a menudo el Esbat fue solo por pura diversión.
-Murray,  1921
```